# Zondubbeltandmos
Zondubbeltandmos (Didymodon sicculus) is een soort uit het geslacht dubbeltandmos (Didymodon).

## Verspreiding
In Nederland is zondubbeltandmos zeer zeldzaam.